# Governo do Estado de Minas Gerais
O Governo do Estado de Minas Gerais possui sua sede na cidade de Belo Horizonte e abrange a estrutura administrativa estadual, de acordo com o estabelecido pela Constituição Federal e a Constituição Estadual. De forma análoga ao Governo Federal, é composto por três poderes: o Executivo, o Legislativo e o Judiciário. O Governador comanda o executivo estadual, o legislativo consiste da Assembleia Legislativa (ALMG) e o judiciário tem como seu órgão máximo o Tribunal de Justiça (TJMG).

## Executivo
O Poder Executivo mineiro é chefiado pelo governador e encontra sua sede no Palácio Tiradentes em Belo Horizonte. Ainda no século 19, com a transferência da capital do estado de Ouro Preto para Belo Horizonte, a os despachos dos governadores eram feitos no Palácio da Liberdade. Em 2010, foi inaugurada a Cidade Administrativa de Minas Gerais, em Venda Nova, que passou a ser sede o Executivo.
O governador e o vice-governador são eleitos por sufrágio universal e voto direto e secreto pela população para mandatos de 4 anos, podendo ser reeleitos para mais um mandato consecutivo. São condições de elegibilidade, para ambos os cargos, a nacionalidade brasileira, o exercício dos direitos políticos, o domicílio eleitoral no estado, a filiação partidária e a idade mínima de 30 anos. As eleições estaduais ocorrem juntamente com as federais.
O atual governador é Romeu Zema, eleito no segundo turno da eleição de 2018 com 7 milhões de votos, representando 71,8% dos votos válidos. Como representante máximo do Poder Executivo, compete ao governador a sanção e veto de leis aprovadas pelo legislativo, a organização e funcionamento da administração, a expedição de decretos e atua ainda como comandante-em-chefe da Polícia Militar, da Polícia Civil e do Corpo de Bombeiros Militar.

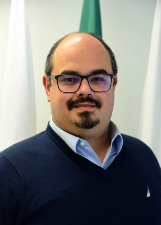
Vice-governador Mateus Simões.

O vice-governador é o segundo cargo mais elevado na hierarquia do executivo, sendo eleito na mesma chapa do governador, o qual substitui quando este se encontrar impedido de exercer suas funções. De acordo com a Constituição Estadual, o vice-governador "além de outras atribuições que lhe forem conferidas por lei complementar, auxiliará o governador, sempre que por ele convocado para missões especiais." O cargo é atualmente ocupado por Mateus Simões.
O governador é auxiliado pelos secretários na administração do estado. Eles são designados e exonerados conforme convir ao governador, mas as nomeações devem observar três requisitos: o exercício dos direitos políticos, a nacionalidade brasileira e a idade de 21 anos. Não há número mínimo nem máximo de secretários; atualmente, o gabinete de Zema é composto por 12 secretarias.

### Administração Direta

#### Gabinete de Governo
- Governador: Romeu Zema
- Vice-Governador: Mateus Simões

#### Secretarias de Estado
| Pasta                                               | Incubente                                  | Partido      | Mandato                                        |
| --------------------------------------------------- | ------------------------------------------ | ------------ | ---------------------------------------------- |
| Agricultura, Pecuária e Abastecimento - SEAPA       | Ana Maria Soares Valentini                 | Independente | 1 de janeiro de 2019 - 1 de abril de 2022      |
| Agricultura, Pecuária e Abastecimento - SEAPA       | Thales Almeida Pereira Fernandes           | Independente | 1 de abril de 2022 - presente                  |
| Cultura e Turismo - SECULT                          | Marcelo Matte                              | Independente | 1 de janeiro de 2019 - 24 de março de 2020     |
| Cultura e Turismo - SECULT                          | Leônidas Oliveira                          | Independente | 8 de maio de 2020 - presente                   |
| Desenvolvimento Econômico - SEDE                    | Manoel Vítor de Mendonça Filho             | Independente | 1 de janeiro de 2019 - 21 de outubro de 2019   |
| Desenvolvimento Econômico - SEDE                    | Cássio Rocha de Azevedo                    | Independente | 21 de outubro de 2019 - 10 de maio de 2021     |
| Desenvolvimento Econômico - SEDE                    | Fernando Passalio de Avelar                | Novo         | 10 de maio de 2021 - presente                  |
| Desenvolvimento Social - SEDESE                     | Alessandra Diniz Portela Silveira          | PL           | 29 de maio de 2024 - presente                  |
| Educação - SEE                                      | Julia Figueiredo Goytacaz Sant'Anna        | Independente | 1 de janeiro de 2019 - 5 de agosto de 2022     |
| Educação - SEE                                      | Igor de Alvarenga Oliveira Icassatti Rojas | Independente | 5 de agosto de 2022 - presente                 |
| Fazenda - SEF                                       | Gustavo de Oliveira Barbosa                | Independente | 1 de janeiro de 2019 - presente                |
| Governo - SEGOV                                     | Custódio Mattos                            | PSDB         | 1 de janeiro de 2019 - 19 de agosto de 2019    |
| Governo - SEGOV                                     | Bilac Pinto                                | DEM          | 27 de agosto de 2019 - 11 de março de 2020     |
| Governo - SEGOV                                     | Igor Mascarenhas Eto                       | Novo         | 12 de março de 2020 - 27 de junho de 2023      |
| Governo - SEGOV                                     | Gustavo Valadares                          | PMN          | 28 de junho de 2023 - presente                 |
| Infraestrutura e Mobilidade - SEINFRA               | Marco Aurélio Barcelos                     | Independente | 1 de janeiro de 2019 - 24 de julho de 2020     |
| Infraestrutura e Mobilidade - SEINFRA               | Fernando Scharlack Marcato                 | Independente | 24 de julho de 2020 - 28 de fevereiro de 2023  |
| Infraestrutura e Mobilidade - SEINFRA               | Pedro Bruno Barros de Souza                | Independente | 28 de fevereiro de 2023 - presente             |
| Justiça e Segurança Pública - SEJUSP                | General Mário Araújo                       | PSL          | 1 de janeiro de 2019 - 25 de janeiro de 2021   |
| Justiça e Segurança Pública - SEJUSP                | Rogério Greco                              | Independente | 1 de fevereiro de 2021 - presente              |
| Meio Ambiente e Desenvolvimento Sustentável - SEMAD | Germano Luiz Gomes Vieira                  | Independente | 1 de janeiro de 2019 - 18 de setembro de 2020  |
| Meio Ambiente e Desenvolvimento Sustentável - SEMAD | Marília Carvalho de Melo                   | Independente | 18 de setembro de 2020 - presente              |
| Planejamento e Gestão - SEPLAG                      | Otto Levy Reis                             | Independente | 1 de janeiro de 2019 - 15 de abril de 2021     |
| Planejamento e Gestão - SEPLAG                      | Luísa Cardoso Barreto                      | PSDB         | 15 de abril de 2021 - presente                 |
| Saúde - SES                                         | Wagner Eduardo Ferreira                    | Independente | 1 de janeiro de 2019 - 14 de fevereiro de 2019 |
| Saúde - SES                                         | Carlos Eduardo Amaral Pereira da Silva     | Independente | 14 de fevereiro de 2019 - 11 de março de 2021  |
| Saúde - SES                                         | Fábio Baccheretti Vitor                    | Independente | 12 de março de 2021 - presente                 |

### Administração Indireta
| - Centro de Hematologia e Hemoterapia (Hemominas) - Fundação Clóvis Salgado - Fundação de Amparo a Pesquisa do Estado de Minas Gerais (Fapemig) - Fundação de Arte de Ouro Preto - Fundação de Educação para o Trabalho de Minas Gerais (Utramig) - Fundação Educacional Caio Martins - Fundação Estadual do Meio Ambiente (Feam) - Fundação Ezequiel Dias (Funed) - Fundação Helena Antipoff - Fundação Hospitalar do Estado de Minas Gerais - Fundação João Pinheiro - Instituto Estadual do Patrimônio Histórico e Artístico - Iepha - Banco de Desenvolvimento de Minas Gerais (BDMG) - Caixa de Amortização da Dívida (Cadiv) - Companhia de Desenvolvimento de Minas Gerais (Codemge) - Companhia de Gás de Minas Gerais (Gasmig) - Companhia de Habitação do Estado de Minas Gerais (Cohab) - Companhia de Saneamento de Minas Gerais (COPASA) - Companhia de Tecnologia da Informação do Estado de Minas Gerais (Prodemge) - Companhia Energética de Minas Gerais (Cemig) - COPASA Serviços de Saneamento Integrado do Norte e Nordeste De Minas Gerais S/A - Empresa de Assistência Técnica e Extensão Rural (Emater) - Empresa de Pesquisa Agropecuária (EPAMIG) - Empresa Mineira de Comunicação (EMC) - Instituto Integrado de Desenvolvimento Econômico (INDI) - MGS - Minas Gerais Administração e Serviços S/A - Minas Gerais Participações S/A (MGI) - Trem Metropolitano de Belo Horizonte S.A. (Metrominas) | - Agência de Desenvolvimento da Região Metropolitana de Belo Horizonte (ARMBH) - Agência de Desenvolvimento da Região Metropolitana do Vale do Aço (ARMVA) - Agência Reguladora de Serviços de Abastecimento de Água e Esgotamento Sanitário (ARSAE) - Departamento de Edificações e Estradas de Rodagem (DER) - Instituto de Desenvolvimento do Norte e Nordeste de Minas Gerais (Idene) - Instituto de Metrologia e Qualidade do Estado de Minas Gerais (Ipem) - Instituto de Previdência dos Servidores do Estado (Ipsemg) - Instituto de Previdência dos Servidores Militares do Estado de Minas Gerais (Ipsm) - Instituto Estadual de Florestas (IEF) - Instituto Mineiro de Agropecuária (IMA) - Instituto Mineiro de Gestão das Águas (Igam) - Junta Comercial do Estado de Minas Gerais (Jucemg) - Loteria do Estado de Minas Gerais (LEMG) - Universidade do Estado de Minas Gerais (Uemg) - Universidade Estadual de Montes Claros (Unimontes) - Advocacia Geral do Estado (AGE) - Consultoria Técnico Legislativa - Controladoria Geral do Estado (CGE) - Corpo de Bombeiros Militar - Escola de Saúde Pública (ESP) - Gabinete Militar do Governador (GMG) - Ouvidoria Geral - Polícia Civil - Polícia Militar - Defensoria Pública do Estado de Minas Gerais |

## Legislativo
O poder legislativo estadual é unicameral, sendo exercido pela Assembleia Legislativa (ALMG), formada por 77 deputados estaduais e com sede no Palácio da Inconfidência. A Assembleia elabora e vota projetos de leis e exerce a fiscalização dos atos do executivo, através de seu órgão de controle externo, o Tribunal de Contas. Também compete ao legislativo a deliberação sobre o orçamento, a criação e extinção de cargos públicos, bem como a fixação de seus salários e vantagens, além de julgar o governador em processos de impeachment.
Os deputados estaduais são eleitos pelo sistema de representação proporcional, simultaneamente com as eleições estaduais e federais. Os mandatos são de 4 anos e não há limites de reeleições. Os critérios de elegibilidades são os mesmos do governador e vice-governador, salvo a idade mínima, de 21 anos. A posse dos eleitos ocorre em 15 de março, fazendo de São Paulo o único estado a iniciar suas legislaturas neste mês.

### Mesa diretora

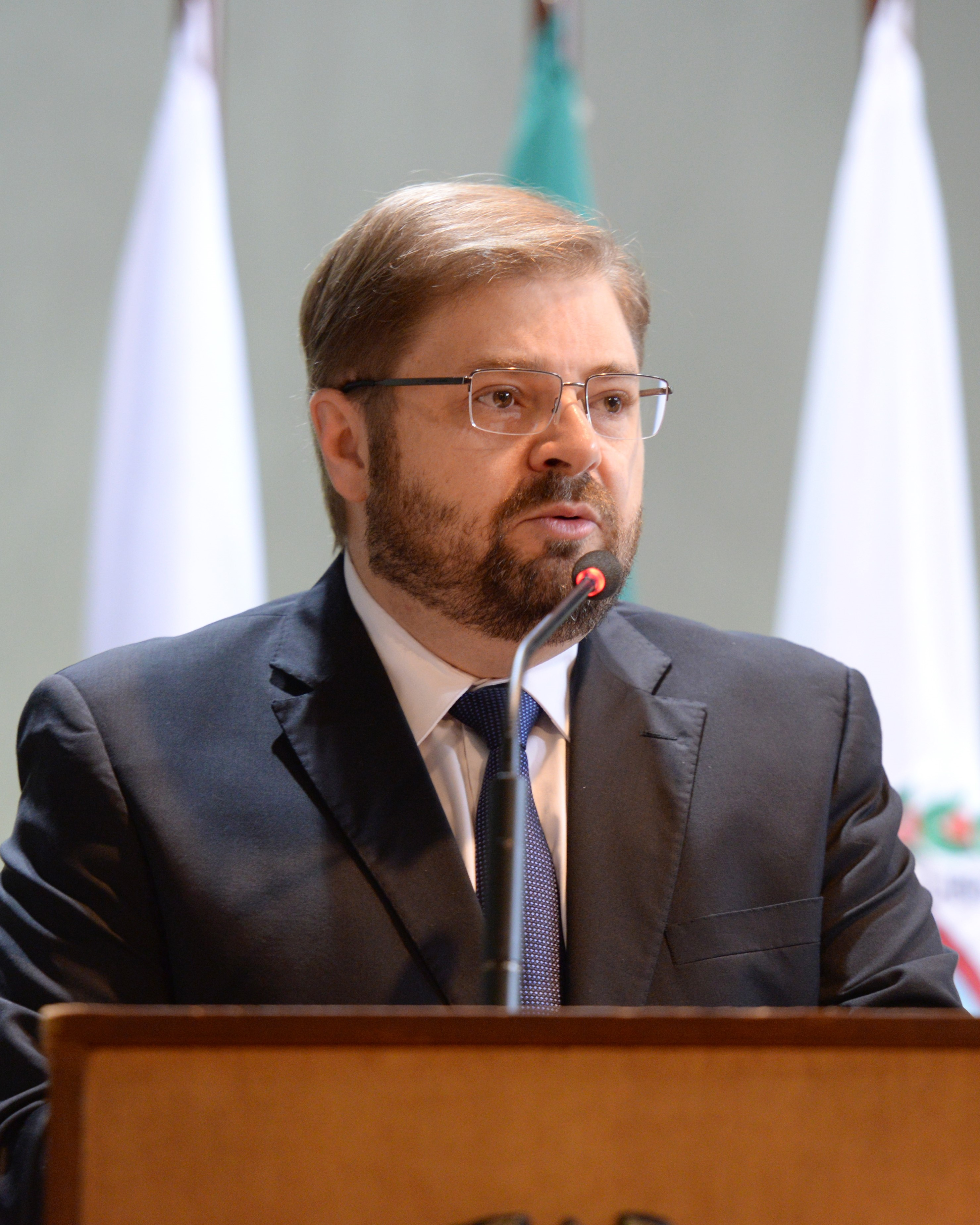
Presidente da ALMG Agostinho Patrus.

Os deputados estaduais elegem a mesa diretora da Assembleia Legislativa. O voto é aberto e os mandatos são de dois anos, com seus integrantes não podendo desempenhar os mesmos cargos em mesas sucessivas da mesma legislatura. A mesa diretora é composta por três deputados (presidente, primeiro e segundo secretários), assim como seus eventuais substitutos.
Em fevereiro de 2023, tomou posse a atual mesa diretora em exercício, com mandato até fevereiro de 2025. Sua composição é a seguinte:
- Presidente: Tadeu Martins Leite (MDB)
- Primeiro secretário: Antonio Carlos Arantes (PL)

Substitutos:
- Primeiro vice-presidente: Leninha Alves (PT)
- Segundo vice-presidente: Duarte Bechir (PSD)
- Terceiro vice-presidente: Betinho Pinto Coelho (PV)
- Segundo secretário: Alencar da Silveira Jr. (PDT)
- Terceiro secretário: João Vítor Xavier (Cidadania)

## Judiciário
O Poder Judiciário de Minas Gerais interpreta e aplica a lei, em conformidade com os poderes atribuídos constitucionalmente. O judiciário tem uma estrutura hierárquica com o Tribunal de Justiça no ápice. Suas decisões são recorríveis ao Superior Tribunal de Justiça (STJ) e ao Supremo Tribunal Federal (STF).
A primeira instância compreende 930 juízes de Direito em 297 comarcas, e a segunda conta com 130 desembargadores. A presidência do Tribunal de Justiça do Estado de Minas Gerais é exercida por um desembargador. O Presidente, os Vice-Presidentes, o Corregedor-Geral de Justiça e o Vice-Corregedor serão eleitos para um mandato de dois anos, com entrada em exercício no primeiro dia útil do mês de julho dos anos pares. Em 2020, o Desembargador Gilson Soares Lemes assumiu a presidência do TJMG.